# حاشي عبد الرحمان
حاشي عبد الرحمن بن عبد القادر، (وُلد سنة 1917م ببلدية مسعد، الجلفة - استشهد في جوان 1958م)، مُدرّس وعالم دين ومُناضل سياسي وثوري وشهيد ثورة التحرير الجزائرية.

## النشأة والتعليم
هو حاشي عبد الرحمن بن عبد القادر وُلد سنة 1917م بمسعد، عاش يتيمًا وتولّى رعايته جدّه حاشي محمد بن الحاشي الذي علّمه مبادئ القرآن الكريم، ثمّ أرسله إلى زاوية الهامل حيث حفظ القرآن الكريم ليشرع بعدها في تعلّم الفقه واللّغة والآداب على يد شيخه قاسمي بن عزوز الهاملي. وأصبح من أهل الفتوى في ربوع المنطقة حتّى قال عنه شيخه «إنّني لا أُحرج من أي سؤال في علوم الفقه واللغة ما عدا سؤال حاشي عبد الرحمن» أي أنّ سؤاله ليس بالبسيط، كما يدل على عمق ثقافته وغزارة علمه.

## النضال السياسي
حمل في طيّات فكره قضية الجزائر ومعاناة الشّعب الجزائري آنذاك، فساهم في تأسيس حركة انتصار الحريات الديمقراطية بالجلفة وتنظيم الخلايا الحزبيّة وتعليم الأناشيد الوطنية كنشيد (موطني).
اشتغل مدرسًا متطوعًا في مدرسة «الإخلاص» التي أنشأتها جمعية العلماء المسلمين الجزائريين بالجلفة وهذا من أجل إيصال أفكاره الثورية إلى الشباب، وتكوين المناضلين، وإعدادهم إعدادًا جيدًا لاحتضان الثورة.

## العمل الثوري
عند حلول سنتي 1954م و1955م قام حاشي بجمع المال واللباس وحتّى السلاح ممّا أثار غضب أذناب الاستعمار فزجّ به في سجن الأغواط سنة 1955م ليُطلق سراحه فيما بعد، وفي أوائل سنة 1956م سجن مرة ثانية بسجن الجلفة، وعقب إطلاق سراحه التحق مباشرة بإخوانه المجاهدين في شهر مارس 1956م بجبل بوكحيل أين وجد القائد زيان عاشور الذي توسّم فيه الإخلاص والعلم والحلم والمقاربة في السن فقرّبه منه وأسند إليه أمانة السر والكتابة العامة للمنطقة وخاض إلى جانبه كمائن ومعارك ككمين تجريد الوم والحركة- أي العملاء- من سلاحهم بناحية عمورة، ومعركة جبل قرزان في مايو 1956م، كما ساهم في عملية تفجير القطار والسكة الحديدية بين الجلفة وحاسي بحبح حيث تمّ أسر سائق القطار، هذا إلى جانب معركة قعيقع في أوائل صائفة 1956م التي خلّف فيها الاستعمار الفرنسي عددًا من القتلى والجرحى.
بعد وفاة القائد زيان عاشور أصبح حاشي عبد الرحمن النائب الأول للقائد عمر إدريس الذي كلّفه بمهمة دحر جيش بلونيس، كما ساهم إلى جانب عمر إدريس وبكباشي عيسى في إبرام اتفاقية الاتحاد والانضمام التي وُقّعت بين الولاية الخامسة وجيش منطقة الجلفة، وتعد هذه الاتفاقية تصحيحًا لمسار الثورة وتنظيم الجيش تنظيمًا جديدًا لم ترض بعض العناصر في جيش التحرير وبعض المدنيين الذين لم يتخلصوا من النزعة الحزبية الضيقة التي كانت سببًا وتمهيدًا لانقلاب الخيانة الذي قاده محمد بلونيس بإيحاء من جنرالات فرنسا.

## الخيانة والسجن
و في ربيع 1957م أصبح حاشي عبد الرحمن المسؤول الأول على الجيش خلفاً لعمر إدريس الذي سافر إلى المغرب الأقصى لتزويد المنطقة بالسلاح والذخيرة، وفي هذه الأثناء كان الخائنين بلونيس والعربي القبائلي وجمع من الضباط والمدنيين ونظرائهم من جهلاء في الجيش يُذيعون ويُشيعون في الأوساط بأنّ القائد عمر إدريس قتله جيش الجبهة، وأنّ الاتفاقية التي وقّعها حاشي هي السبب في ذلك، وهكذا ضربوا على الوتر الحساس واستعطفوا فصائل الجيش ممّا سهّل عليهم انقلاب الخيانة الذي راح ضحيته حاشي عبد الرحمن وجمعٌ من خيرة الضبّاط، وممّا يدعم هذا التخاذل الذي وقع في صفوف الجيش أنّ أحدهم وهو من المقربين لحاشي عبد الرحمن انتزع منه السلاح وختم المنطقة.
و في أحد الأيام أخرج الخائن بلونيس حاشي من السجن بدار الشيوخ وخاطب النّاس «هذا هو عبد الرحمن جاء يُحاربني ويُريد قتلي بناحية العش قل أليس هذا صحيحًا؟» فردّ عليه حاشي «ليس هذا يوم الحساب يا بلونيس».

## الإعدام والاستشهاد
قام الخائن بلونيس بتسليم حاشي عبد الرحمن إلى كبار ضبّاط الجيش الفرنسي بالجلفة فعذّبوه عذابًا شديدًا، ونكلوا به، ثم حملوه إلى الجزائر العاصمة وسلّموه إلى جنرالات فرنسا (ماسو وسالان)، فرغبوه وأرادوه أن يخطب على أمواج الإذاعة إلى الشعب بناحية الجلفة لتأييد قضية بلونيس فرفض وأبى أن يسير في ركب الخيانة، فأعادوه إلى بلونيس فنفذ فيه الخائن حُكم الإعدام ففاضت روحه إلى بارئها في نهاية شهر جوان 1958م.